# Camponotus ogasawarensis
Camponotus ogasawarensis  (лат.) — вид муравьёв рода Camponotus из подсемейства формицины (Formicinae). Дендробионт.

## Распространение
Япония.

## Описание
Муравьи с диморфичной кастой рабочих (включая солдат). От близких видов подрода Myrmamblys отличаются двуцветной окраской (грудь красновато-жёлтая), двумя светлыми отметинами на втором, третьем и четвёртом тергитах брюшка, коротким скапусом усиков, короткими отстоящими щетинками на жвалах, щеках и  наличнике, строением клипеуса (его передняя часть прямая, без выступов в боковых частях). Рабочие муравьи имеют длину около 3 мм, солдаты до 5 мм. Основная окраска от желтовато-коричневой до буровато-чёрной. Усики длинные, у самок и рабочих 12-члениковые. Жвалы рабочих с 5 зубцами. Нижнечелюстные щупики 6-члениковые, нижнегубные щупики состоят из 4 сегментов. Стебелёк между грудкой и брюшком состоит из одного сегмента (петиоль).